# Championnats d'Afrique d'haltérophilie 2000
Navigation
Édition précédente Édition suivante
Les championnats d'Afrique d'haltérophilie 2000 sont la 13e édition des championnats d'Afrique d'haltérophilie. Ils se déroulent du 7 au 11 mars 2000 au Palais des congrès de Yaoundé au Cameroun. 

## Femmes
| Épreuve | Or                             | Argent                         | Bronze                            |       |       |
| 48 kg   | 48 kg                          | 48 kg                          | 48 kg                             | 48 kg | 48 kg |
| ------- | ------------------------------ | ------------------------------ | --------------------------------- | ----- | ----- |
| Total   | Heba Said (EGY) 132,5 kg       | Safia Kouri (ALG) 105 kg       | -                                 |       |       |
| 53 kg   |                                |                                |                                   |       |       |
| Total   | Rabab Ashour (EGY) 150 kg      | Lobna Maatoug (TUN) 142,5 kg   | Sabren Youssef Kamel (EGY) 140 kg |       |       |
| 58 kg   |                                |                                |                                   |       |       |
| Total   | Imène Nefzi (TUN) 142,5 kg     | Amira Ebrahem (EGY) 142,5 kg   | L. Hafida (MAR) 140 kg            |       |       |
| 63 kg   |                                |                                |                                   |       |       |
| Total   | Monah Abdelmoneim (EGY) 165 kg | Hortense Nguidjol (CMR) 160 kg | Hayet Sassi (TUN) 160 kg          |       |       |
| 69 kg   |                                |                                |                                   |       |       |
| Total   | Nagwan Elzawawi (EGY) 195 kg   | Shamira Chaiter (ALG) 150 kg   | Sabeh Jerbi (TUN) 115 kg          |       |       |
| 75 kg   |                                |                                |                                   |       |       |
| Total   | Nagham Ramadan (EGY) 180 kg    | Imena Jebbari (TUN) 130 kg     | -                                 |       |       |
| + 75 kg |                                |                                |                                   |       |       |
| Total   | Imen Hasnaoui (TUN) 172,5 kg   | Kheïra Hamani (ALG) 140 kg     | -                                 |       |       |

## Hommes
| Épreuve  | Or                            | Argent                           | Bronze                          |       |       |
| 56 kg    | 56 kg                         | 56 kg                            | 56 kg                           | 56 kg | 56 kg |
| -------- | ----------------------------- | -------------------------------- | ------------------------------- | ----- | ----- |
| Total    | Ali Hemed (EGY) 232,5 kg      | Nafaa Benami (ALG) 217,5 kg      | Daniel Koum (CMR) 182,5 kg      |       |       |
| 62 kg    |                               |                                  |                                 |       |       |
| Total    | Mohamed Osman (EGY) 282,5 kg  | Bouchaib Ouzane (MAR) 247,5 kg   | Tebourski (TUN) 230 kg          |       |       |
| 69 kg    |                               |                                  |                                 |       |       |
| Total    | Ahmed Samir (EGY) 312,5 kg    | Youssef Sbai (TUN) 300 kg        | Simon Ngamba (CMR) 275 kg       |       |       |
| 77 kg    |                               |                                  |                                 |       |       |
| Total    | Rafat Galal (EGY) 330 kg      | Claude Kamdem (CMR) 310 kg       | H. Anis (TUN) 252,5 kg          |       |       |
| 85 kg    |                               |                                  |                                 |       |       |
| Total    | Mohamed Mousa (EGY) 352,5 kg  | David Matam (CMR) 345 kg         | Simplice Ribouem (CMR) 272,5 kg |       |       |
| 94 kg    |                               |                                  |                                 |       |       |
| Total    | Ahmed Moustafa (EGY) 352,5 kg | Wafo-Gaston Fodouop (CMR) 320 kg | Abdessafar (TUN) 300 kg         |       |       |
| 105 kg   |                               |                                  |                                 |       |       |
| Total    | Nizar Amri (TUN) 330 kg       | Dany Kemadjou (CMR) 280 kg       | -                               |       |       |
| + 105 kg |                               |                                  |                                 |       |       |
| Total    | Mohamed Ehssan (EGY) 370 kg   | Georges Wadja (CMR) 325 kg       | Ali Benmedjghaia (ALG) 270 kg   |       |       |